# Tenseur de Ricci
Dans le cadre de la relativité générale, le champ de gravitation est interprété comme une déformation de l'espace-temps. Celle-ci est exprimée à l'aide du tenseur de Ricci.
Le tenseur de Ricci est un champ tensoriel d'ordre 2, obtenu comme la trace du tenseur de courbure complet. On peut le considérer comme le laplacien du tenseur métrique riemannien dans le cas des variétés riemaniennes.
Le tenseur de Ricci occupe une place importante notamment dans l'équation d'Einstein, équation principale de la relativité générale. C'est aussi un objet fondamental en géométrie différentielle.

## Histoire
L'éponyme du tenseur de Ricci,,,, est le mathématicien italien Gregorio Ricci-Curbastro (1853-1925) qui l'a introduit dans des articles qu'il a coécrits avec son étudiant Tullio Levi-Civita (1873-1941). Le tenseur apparaît, pour la première fois, dans un article de Ricci-Curbastro paru en 1903,.
Le tenseur est aussi connu comme le tenseur de courbure de Ricci, car sa trace est la courbure (scalaire) de Ricci,.

## Présentation

### Définition, notation et expression
Le tenseur de Ricci est défini comme une contraction du tenseur de courbure de Riemann :
{\displaystyle R_{\mu \nu }=\sum _{\lambda }{R^{\lambda }}_{\mu \lambda \nu }={R^{\lambda }}_{\mu \lambda \nu }}.

### Propriétés
Le tenseur de Ricci est un tenseur de rang 2.
Il est symétrique,, :
{\displaystyle R_{\mu \nu }=R_{\nu \mu }}.

## Application en relativité générale
En relativité générale, le vide est une région de l'espace-temps où le tenseur énergie-impulsion s'annule :
{\displaystyle T_{\mu \nu }=0}.
Dans le vide et en l'absence de constante cosmologique {\displaystyle \left(\Lambda =0\right)}, l'équation d'Einstein devient :
{\displaystyle R_{\mu \nu }-{\frac {1}{2}}Rg_{\mu \nu }=0},
soit, :
{\displaystyle R_{\mu \nu }=0}.
Un espace dont le tenseur de Ricci s'annule est parfois dit Ricci-plat.

## Construction mathématique
Le tenseur de Ricci s'obtient à partir du tenseur de courbure de Riemann {\displaystyle R}, qui exprime la courbure de la variété (dans le cas de la relativité générale, de l'espace-temps), à l'aide d'une réduction d'indices du tenseur.
Il peut s'exprimer notamment à partir des symboles de Christoffel, qui représentent l'évolution des vecteurs de base d'un point à l'autre de l'espace-temps, due à la courbure de ce dernier. Ces coefficients dépendent alors directement de la métrique de l'espace (de la variété), qui est un outil mathématique permettant de définir les distances au sein de l'espace.
D'un point de vue mathématique, on parvient aux résultats suivant, en utilisant la convention de sommation d'Einstein.
Les symboles de Christoffel s'expriment par :
{\displaystyle {\Gamma ^{\gamma }}_{\alpha \beta }={\frac {1}{2}}g^{\gamma \delta }(\partial _{\alpha }g_{\beta \delta }+\partial _{\beta }g_{\alpha \delta }-\partial _{\delta }g_{\alpha \beta })}
Ces coefficients sont notamment utilisés pour écrire l'équation d'une géodésique, c'est-à-dire le chemin le plus court entre deux points de l'espace courbe – qui n'est pas toujours une ligne droite : 
{\displaystyle {\frac {\mathrm {d} ^{2}x^{\alpha }}{\mathrm {d} s^{2}}}+{\Gamma ^{\alpha }}_{\beta \gamma }{\frac {\mathrm {d} x^{\beta }}{\mathrm {d} s}}{\frac {\mathrm {d} x^{\gamma }}{\mathrm {d} s}}=0}
Le tenseur de courbure s'exprime à partir de ces mêmes coefficients de Christoffel:
{\displaystyle {R^{\delta }}_{\alpha \beta \gamma }=\partial _{\beta }{\Gamma ^{\delta }}_{\alpha \gamma }-\partial _{\gamma }{\Gamma ^{\delta }}_{\alpha \beta }+{\Gamma ^{\delta }}_{\beta \varepsilon }{\Gamma ^{\varepsilon }}_{\alpha \gamma }-{\Gamma ^{\delta }}_{\gamma \varepsilon }{\Gamma ^{\varepsilon }}_{\alpha \beta }}
Nous obtenons enfin le tenseur de Ricci par réduction (attention à l'ordre des indices) : 
{\displaystyle R_{\alpha \beta }={R^{\gamma }}_{\alpha \gamma \beta }}
Par la suite, la courbure scalaire se déduit à l'aide d'une nouvelle réduction :
{\displaystyle R=g^{\alpha \beta }R_{\alpha \beta }}
La divergence du tenseur d'Einstein {\displaystyle R^{\alpha \beta }-{\tfrac {1}{2}}g^{\alpha \beta }R}
est nulle :
{\displaystyle \left[R^{\alpha \beta }-{\frac {1}{2}}g^{\alpha \beta }R\right]_{\alpha \beta }=0}
Cette équation fondamentale se démontre en mettant en jeu la nullité de la dérivée covariante du tenseur métrique.
C'est en identifiant le tenseur d'Einstein et le tenseur d'énergie-impulsion que l'on obtient l'équation d'Einstein qui fonde la relativité générale.

## Tenseurs d'une surface en coordonnées de Riemann

### Tenseur de Riemann
Gauss a trouvé une formule de la courbure K d'une surface par un calcul assez compliqué mais plus simple en coordonnées de Riemann où elle est égale au tenseur de Riemann {\displaystyle R_{xyxy}} qui s'écrit alors, en deux dimensions.
{\displaystyle R_{xyxy}=-{\frac {1}{2}}\left({\frac {\partial ^{2}g_{xx}}{\partial y^{2}}}+{\frac {\partial ^{2}g_{yy}}{\partial x^{2}}}\right)}
où {\displaystyle g_{xx}} et {\displaystyle g_{yy}} sont les coefficients de la métrique en coordonnées de Riemann, c'est-à-dire des coordonnées cartésiennes locales. Le tenseur de Ricci est formé, en fonction de la métrique inverse {\displaystyle g^{ij}} indices supérieurs) et du tenseur de Riemann dit « entièrement covariant », (indices inférieurs), {\displaystyle R_{ijkl}}, par la relation générale

### Tenseur de Ricci
{\displaystyle R_{ik}=g^{mn}R_{mink}=\Sigma g^{mn}R_{mink}}
{\displaystyle g^{xx}=1/g_{xx}} et {\displaystyle g^{yy}=1/g_{yy}} sont les éléments de la métrique inverse de la métrique directe, également diagonale. La convention d’Einstein consiste à supprimer le signe Σ, avec quelques restrictions. En deux dimensions ces relations s’explicitent en :
{\displaystyle \left.R_{xx}=g^{xx}R_{xxxx}+g^{yy}R_{xyxy}\right.}
{\displaystyle \left.R_{yy}=g^{xx}R_{xyxy}+g^{yy}R_{yyyy}\right.}
L'identité de Bianchi du tenseur de Riemann s'écrit :
{\displaystyle R_{abcd}=-R_{bacd}=-R_{abdc}}
Elle devient, lorsque a = b = c = d = x (ou y) :
{\displaystyle R_{xxxx}=-R_{xxxx}=-R_{yyyy}=0}
On a donc 
{\displaystyle R_{xxxx}=R_{yyyy}=0}
En deux dimensions, il reste
{\displaystyle R_{xx}=g^{yy}R_{xyxy}={\frac {1}{g_{yy}}}R_{xyxy}}
{\displaystyle R_{yy}=g^{xx}R_{xyxy}={\frac {1}{g_{xx}}}R_{xyxy}}
Le tenseur de Ricci d’une surface de métrique diagonale a donc deux composantes différentes bien que celui de Riemann n’en ait qu’une seule, non nulle et au signe près.

#### Dictionnaires et encyclopédies
- [Sidorov 1995] (en) L. A. Sidorov, « Ricci tensor », dans M. Hazewinkel (éd.), Encyclopaedia of mathematics, t. IV : Monge-Ampère equation - Rings and algebras, Dordrecht et Boston, Kluwer Academic, 1995, 1re éd., 1 vol., IV-929, ill., 30 cm (ISBN 978-0-7923-2976-3, DOI 10.1007/978-1-4899-3791-9, SUDOC 030253195, présentation en ligne, lire en ligne), p. 873, col. 2.
- [Taillet, Villain et Febvre 2018] R. Taillet, L. Villain et P. Febvre, Dictionnaire de physique, Louvain-la-Neuve, De Boeck Sup., hors coll., janv. 2018, 4e éd. (1re éd. mai 2008), 1 vol., X-956, ill. et fig., 24 cm (ISBN 978-2-8073-0744-5, EAN 9782807307445, OCLC 1022951339, SUDOC 224228161, présentation en ligne, lire en ligne), s.v.tenseur de Ricci, p. 722, col. 2.